# Koh Chang-su
Koh Chang-su (高 昌帥, Koh Chang-su; Osaka, 1970) is een Zuid-Koreaans componist, muziekpedagoog en dirigent. 

## Levensloop
Koh studeerde aan het Osaka College of Music in Osaka bij Kunihiko Tanaka en behaalde zijn Bachelor of Music in compositie. Vervolgens studeerde hij aan de Muziekacademie Bazel in Bazel bij Rudolf Kelterborn (compositie) en bij Jost Meyer (orkestdirectie). 
Als docent is hij verbonden aan zijn Alma mater, het Osaka College of Music, maar ook aan het Entrepreneur School of Asia (ESA) Conservatory of Music en de Wind Instrument Repair Academy. Verder werkt hij als dirigent bij diverse stedelijke orkesten en harmonieorkesten. 
Als componist ontving hij verschillende nationale en internationale prijzen en onderscheidingen, zoals een 2e prijs tijdens de wedstrijd van de 5th Suita Music Contest Competition, een eervolle vermelding tijdens de 13th Nagoya City Cultural Promotion Award alsook gedurende de 1st Zoltán Kodály Memorial International Composers Competition, de 2e prijs tijdens de 12e Asahi Composition competition voor zijn werk Lament, de "Yves Leroux Award" tijdens de 1st Comines-Warneton International Composition Contest. Hij schreef werken voor orkest, harmonieorkest, vocale muziek en kamermuziek. 
Koh is lid van de Kansai Modern Music Association en van de Japanese Society for Rights of Authors.

## Composities

### Werken voor orkest
- 1997: - 3e Sonate, voor orkest
- 1999: - 6e Sonate, voor orkest
- 2000: - 7e Sonate, voor orkest
- 2001: - 9e Sonate alla "HAN", voor kamerorkest
- 2004: - Kasokeki Light, voor barokstrijkorkest

### Werken voor harmonieorkest
- 1991-1995: - Symfonie nr. 0, voor harmonieorkest
- 1992: - March for a Clown
- 1996: - Carnival Day March (Porukamachi), voor harmonieorkest
- 2000: - Call 119!, voor harmonieorkest
- 2000: - The March, voor harmonieorkest
- 2001: - Lament, voor harmonieorkest[2]
- 2002: - Invocation, voor harmonieorkest
- 2002: - Koreaanse dansen, voor harmonieorkest
  1. Preludio
  2. Passacaglia
  3. Rondo: Finale
- 2003-2004: - As the Sun rises - Scenery Poetry-Idyll, voor harmonieorkest
  1. Shodo (Impuls)
  2. Jyōcho (Emotion)
  3. Inori (A Prayer)
  4. Yōko (Sunshine)
- 2005: - Dona nobis pacem, voor harmonieorkest
- 2005: - Mindscape, voor harmonieorkest[3]
- 2006: - Dithyrambos, voor harmonieorkest
- 2006: - Home, Sweet Home - Variations, voor harmonieorkest
- 2006: - Quadruple Quartet, voor harmonieorkest
- 2007: - Pansori'c Rhapsody, voor harmonieorkest[4]
- 2010: - Humoresque, voor harmonieorkest
- 2010: - Ode to R.S. (Robert Schumann), voor harmonieorkest
- 2011: - Vanitas, voor harmonieorkest
- 2012: - Chimera, voor harmonieorkest
- 2012: - For the sweet flowers, voor harmonieorkest
- 2013: - Tritone, voor harmonieorkest
- When the Prayer, voor harmonieorkest

#### Werken voor saxofoon-/klarinettenkoor
- 1998: - Arirang cloud, voor klarinettenkoor
- 1998: - Kodama, voor 18 saxofoons
- 2000: - Ryukyu capriccio, voor klarinettenkoor
- 2002: - Hagoromo, voor klarinettenkoor
- 2004: - Ball of Nenhi, voor klarinettenkoor

### Vocale muziek

#### Werken voor koor
- 1996-1998: - Gebed, voor bariton, gemengd koor en orkest
- 2001: - Heart Sutra, voor gemengd koor en piano

#### Liederen
- 1994: - We wish, voor sopraan en blazers
- 1998: - Esquisse, voor zangstem en piano
- 1998: - Esquisse, voor bariton en orkest

### Kamermuziek
- 1992: - Zes stukken, voor klarinet, viool en cello
- 1994: - Sonate, voor dwarsfluit, klarinet, altviool en piano
- 1996: - 2e Sonate, voor altsaxofoon, gitaar en slagwerk
- 1997: - Sonatine, voor dwarsfluit solo
- 1998: - 4e Sonate, voor altviool solo
- 1998: - Suite, voor koperkwintet (2 trompetten, hoorn, trombone en tuba)
- 1999: - 5e Sonate (b), voor houtblaaskwintet
- 2001: - 8e Sonate, voor klarinet en piano
- 2002: - Introduzione ed Allegro con bravura, voor 2 trompetten, hoorn, 3 trombones en pauken
- 2002: - Invocation, voor klarinetkwartet
- 2003: - Monoloog, voor klarinet solo
- 2004: - 10e Sonate, voor viool en piano
- 2004: - Brass Octet, voor 3 trompetten, hoorn, 3 trombones en tuba
- 2004: - Kofuko, voor eufoniumoctet
- 2005: - Sonatine (b), voor dwarsfluit en piano

### Werken voor piano
- 1999: - 5e Sonate (a)
- 2000: - 7e Sonate
- Fragments

### Werken voor traditionele Koreaanse instrumenten
- 2000: - Book-image, Koreaans folk instrument ensemble

### Werken voor slagwerk
- 2004: - Those who remain silent, voor groot slagwerkensemble
- only love and light can, voor marimba